# Atenione (poeta)
Atenione (in greco antico: Ἀθηνίων?, Athenìon; III secolo a.C. – II secolo a.C.) è stato un poeta ateniese del genere comico.
È noto solo da un riferimento di Ateneo, che cita un lungo estratto della sua commedia I samotraci (Σαμόθρακες).